# Steve Clifford
Pour les articles homonymes, voir Clifford.
Steven Gerald Clifford, né le 17 septembre 1961, à Lincoln (Maine), est un entraîneur américain de basket-ball.

## Biographie

### Les débuts
Après avoir obtenu son diplôme à l’université du Maine à Farmington, Clifford est devenu un enseignant à Woodland High School dans le Maine. Il a également acquis sa première expérience d’entraîneur à l’école, servant d’entraîneur pendant deux saisons tout en les menant à deux tournois. Il a ensuite été entraîneur adjoint au St. Anselm’s College, à la Fairfield University, à l'Université de Boston et au Siena College. En 1995, il a assumé les fonctions d’entraîneur en chef à l’Université Adelphi et a entraîné pendant quatre saisons sous Keith Dickson, menant leur équipe à quatre apparitions au tournoi de la division II de la NCAA et un bilan de 86-36.
Clifford est devenu entraîneur adjoint en NBA avec les Knicks de New York et les Rockets de Houston sous Jeff Van Gundy et a rapidement acquis une réputation d’expert défensif. Il a ensuite été assistant de Stan Van Gundy avec le Magic d'Orlando. Il considère les deux frères Van Gundy comme des mentors. Il atteint les playoffs NBA dans chacune de ses cinq saisons avec Orlando, apparaissant lors des Finales NBA 2009, dans une défaite face aux Lakers de Los Angeles.
Clifford s’est ensuite joint aux Lakers de Los Angeles lors de la saison 2012-2013 à titre d’adjoint.

### Bobcats/Hornets de Charlotte
Le 29 mai 2013, Clifford est embauché par les Bobcats de Charlotte pour être leur entraîneur principal.
Clifford a mis en œuvre une mentalité défensive à Charlotte au cours de sa première année en tant qu’entraîneur, transformant les Bobcats en une des cinq meilleures équipes défensives, alors qu’au cours des années précédant son mandat, ils se classaient parmi les derniers dans cette catégorie. Il a mené les Bobcats aux playoffs 2014 dans sa première année comme entraîneur-chef, au cours de laquelle il a mené les Bobcats à un bilan de 43-39. À titre de comparaison, les deux années qui ont précédé son arrivée, les Bobcats n'avaient remportés que 28 victoires au total. Il a été nommé entraîneur du mois d'avril 2014 de la conférence Est. Il a terminé 4e au scrutin d'entraîneur de l’année au cours de sa première année. 
À la suite d'une opération du cœur le 8 novembre 2013, il est remplacé par Patrick Ewing qui débute l'intérim par une défaite contre les Knicks (91-101). Le 6 décembre 2017, il a été annoncé que Clifford ne serait pas entraîneur indéfiniment pour traiter son problème de santé. Le 11 janvier 2018, les Hornets ont annoncé que Clifford avait reçu l’autorisation médicale de retourner au coaching après une absence de 21 matchs. Après la fin de la saison régulière 2017-2018, les Hornets mettent fin à leur collaboration avec leur entraîneur le vendredi 13 avril 2018, après cinq saisons.

### Magic d'Orlando
Le 30 mai 2018, Clifford est nommé entraîneur principal du Magic d'Orlando.
Le Magic a commencé la saison 2018-2019 a l'équilibre au cours de la première moitié de la saison. Le 7 avril 2019, Orlando a battu les Celtics de Boston, 116-108, pour décrocher leur place en playoffs, première qualification depuis la saison 2011-2012. La victoire a également permis à la franchise de remporter le premier titre de la division Sud-Est, depuis la saison 2009-2010. Il s’agissait de la première apparition en playoffs du Magic depuis le départ de Dwight Howard aux Lakers de Los Angeles en 2012, mettant fin à la plus longue de disette de la franchise en termes de participation aux playoffs NBA.
Le 5 juin 2021, Steve Clifford et le Magic d'Orlando se séparent d'un commun accord.

### Retour aux Hornets de Charlotte
Le 24 juin 2022, il retrouve les Hornets de Charlotte.

## Statistiques
| Participation en playoffs |

| Équipe    | Année     | Saison régulière | Saison régulière | Saison régulière | Saison régulière | Saison régulière        | Playoffs | Playoffs  | Playoffs | Playoffs | Playoffs                                              |
| Équipe    | Année     | Matchs           | Victoires        | Défaites         | %                | Classement              | Matchs   | Victoires | Défaites | %        | Résultat                                              |
| --------- | --------- | ---------------- | ---------------- | ---------------- | ---------------- | ----------------------- | -------- | --------- | -------- | -------- | ----------------------------------------------------- |
| Charlotte | 2013-2014 | 82               | 43               | 39               | 52,4             | 3e en division Sud-Est  | 4        | 0         | 4        | 0        | Défaite contre le Heat de Miami au premier tour       |
| Charlotte | 2014-2015 | 82               | 33               | 49               | 40,2             | 4e en division Sud-Est  | -        | -         | -        | -        | Pas de playoffs                                       |
| Charlotte | 2015-2016 | 82               | 48               | 34               | 58,5             | 3e en division Sud-Est  | 7        | 3         | 4        | 42,9     | Défaite contre le Heat de Miami au premier tour       |
| Charlotte | 2016-2017 | 82               | 36               | 46               | 43,9             | 4e en division Sud-Est  | -        | -         | -        | -        | Pas de playoffs                                       |
| Charlotte | 2017-2018 | 82               | 36               | 46               | 43,9             | 3e en division Sud-Est  | -        | -         | -        | -        | Pas de playoffs                                       |
| Orlando   | 2018-2019 | 82               | 42               | 40               | 51,2             | 1er en division Sud-Est | 5        | 1         | 4        | 20,0     | Défaite contre les Raptors de Toronto au premier tour |
| Orlando   | 2019-2020 | 73               | 33               | 40               | 45,2             | 2e en division Sud-Est  | 5        | 1         | 4        | 20,0     | Défaite contre les Bucks de Milwaukee au premier tour |
| Orlando   | 2020-2021 | 72               | 21               | 51               | 29,2             | 5e en division Sud-Est  | -        | -         | -        | -        | Pas de playoffs                                       |
| Charlotte | 2022-2023 | 82               | 27               | 55               | 32,9             | 5e en division Sud-Est  | -        | -         | -        | -        | Pas de playoffs                                       |
| Charlotte | 2023-2024 | 82               | 21               | 61               | 25,6             | 4e en division Sud-Est  | -        | -         | -        | -        | Pas de playoffs                                       |
| Total     | Total     | 801              | 340              | 461              | 42,4             |                         | 21       | 5         | 16       | 23,8     |                                                       |